# Piccata

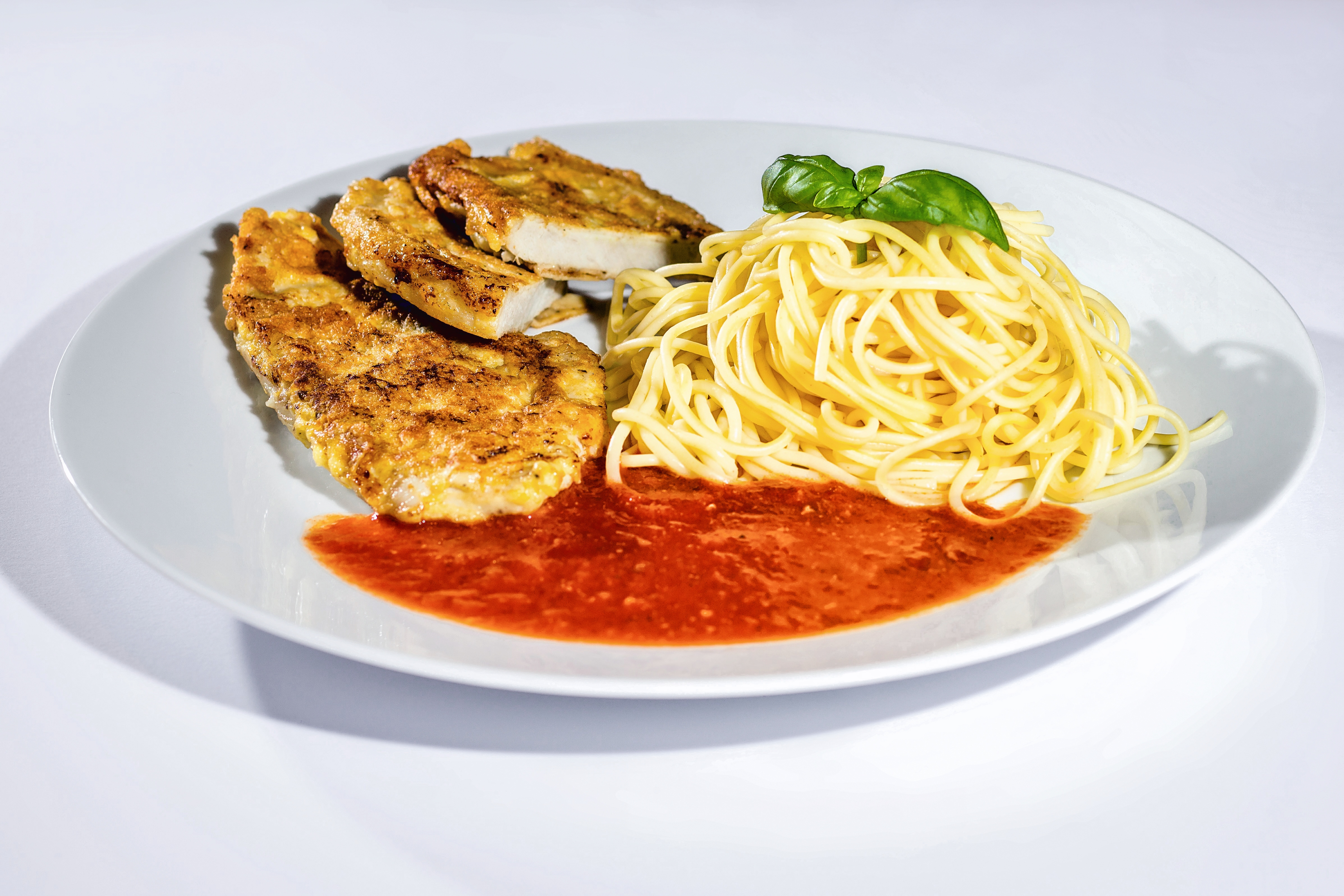
Piccata milanese

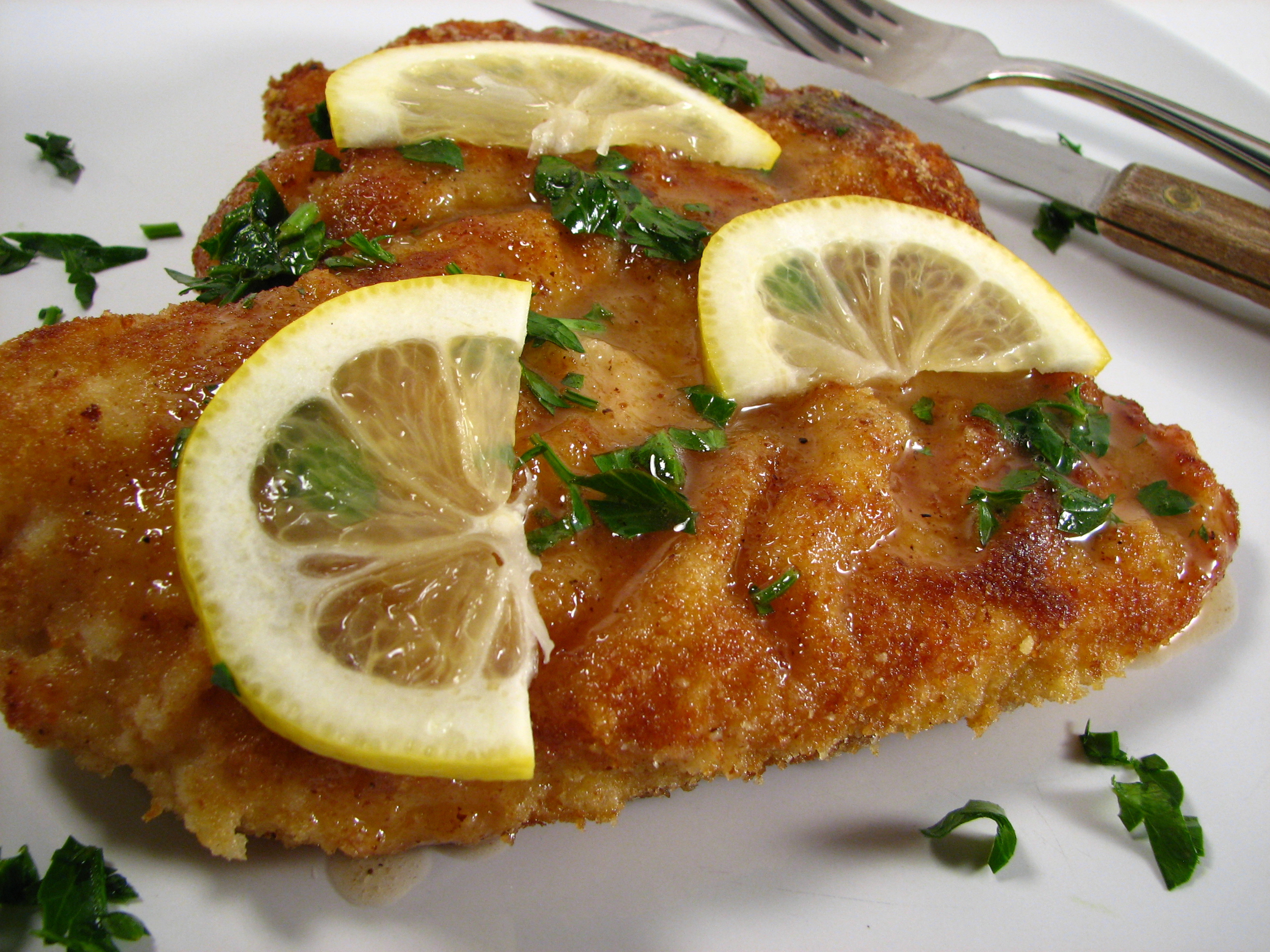
Hähnchen-Piccata

Piccata (deutsch „kleines Stück“) ist ein Hauptgericht in der italienischen Küche aus einer feingeschnittenen Scheibe Kalbfleisch, die in der weiteren Zubereitung zumeist mit Zitrone und Petersilie in Butter gebraten wird.

## Etymologie
Piccata ist ein Begriff aus der italienischen Sprache; „piccato“, das Adjektiv, mit dem der Begriff verwandt zu sein scheint, könnte eine Übersetzung des französischen „piqué“ sein, dem Partizip des Verbs „piquer“ (einstechen, spicken), auch wenn es nicht dem kulinarischen Gebrauch des italienischen Begriffs entspricht, der so viel wie „zerstoßen, bis es platt ist“ bedeutet. In Bezug auf seine Verwendung bei der Zubereitung von Speisen, insbesondere von Fleisch oder Fisch, bedeutet es „in Scheiben geschnitten, gebraten und in einer Sauce mit Zitrone, Butter und Gewürzen serviert“.
Traditionell verwenden die Italiener Kalbfleisch (Kalbfleisch-Piccata), vor allem in der Region Mailand, aber auch Schwertfisch (Schwertfisch mit Kapern und Zitrone). Das bekannteste Gericht dieser Art in den Vereinigten Staaten von Amerika ist Hühnerfleisch (Chicken Piccata). Auch die Piccata Milanese (ein mit Semmelbrösel und Parmesan paniertes Schnitzel mit Spaghetti und Tomatensoße), wie sie in vielen italienischen Restaurants angeboten werden, ist eine Erfindung aus den Vereinigten Staaten.

## Zubereitung
Das Fleisch wird dünn in Scheiben geschnitten, danach mit einem Fleischklopfer zwischen zwei Blättern Wachspapier oder Plastikfolie ausgedünnt. Nun werden die Fleischscheiben mit Weißmehl bestäubt und in Butter oder Olivenöl goldbraun gebraten. Die Sauce wird in einer Fettpfanne zubereitet. Zitronensaft und Weißwein oder Hühnerbrühe werden hinzugefügt und während des Kochens reduziert. Man kann auch Schalotten oder Knoblauch mit Kapern, gehackter Petersilie und Zitronenscheiben hinzufügen. Nachdem die Sauce eingekocht ist, wird unter Rühren Butter hinzugefügt, um die Sauce abzuschließen.
In den Vereinigten Staaten wird es meist mit Gemüse oder mit Nudeln, Polenta oder Reis serviert. In Italien wird Kalbfleisch-Piccata als zweiter Gang serviert, nach einer Pasta oder einem anderen ersten Gang.